# Crocomela unifasciata
Crocomela unifasciata là một loài bướm đêm thuộc phân họ Arctiinae, họ Erebidae.